# Toxocara vitulorum
Toxocara vitulorum je hlístice parazitující u skotu, zebu, bůvolů, a velmi zřídka u koz a ovcí. U telat způsobuje zánět střeva provázený poruchami trávení, průjmem a zaostáváním v růstu.

## Morfologie
Samice měří 14–32 cm a samec 15–20 cm. Vajíčka jsou širokooválná s nerovným povrchem (podobnost s Toxocara canis) o velikosti 75 až 95 μm.